# Agathis microstachya
Agathis microstachya es una especie de conífera dentro de la familia de las Araucariaceae. Se trata de una especie endémica de Australia.

## Descripción
Agathis microstachya es un árbol monoico con un tronco simple recto, no reforzado, con poco cono por debajo de la base de la corona. Alcanza un tamaño de hasta 50 metros de altura y 270 cm de diámetro. El tronco de los especímenes con más antigüedad puede llegar a alcanzar hasta los 400 cm de diámetro, pero esos ejemplares son hoy bastantes escasos, debido a que en muchos casos fueron talados para la obtención de madera. La corteza de color marrón a gris-marrón, la corteza interior,  de color rosa y marrón mezclado con un exudado de corteza lechosa y un ligero olor a pineno. Hojas  lineales a elípticas, de 2.9 × 0,5 a 2,5 cm, rígidas, con finas venas, subparalelas longitudinales, sobre pecíolos largos de 1-2 mm. Los conos, globulares a ovoides, poco pedunculados o casi sésiles. Semillas acorazonadas aladas.

## Distribución y hábitat
Se encuentra en Australia, en el norte de Queensland, donde está casi totalmente confinado a las selvas tropicales de la meseta de Atherton, en elevaciones de 400 a 900 m. La temperatura máxima media del mes más caliente es de 30 °C y la mínima media del mes más frío es de 10 °C (datos de la estación de Atherton). La precipitación es 1400-3300 mm, concentradas en los meses de verano, llegando a un mínimo de 25 mm en el mes más seco (agosto o septiembre). Los suelos son margas profundas a arcillas sobre sustratos silíceos variados. 
Anterior a 1985, la explotación forestal afectó a esta especie, de forma que las poblaciones se redujeron considerablemente. Sin embargo, hoy en día las explotaciones ya han cesado, por lo que la especie ha empezado a recuperarse. No obstante todavía permanece como 'casi amenazada' según la Lista Roja, y más esfuerzos son necesarios.

## Taxonomía
Agathis microstachya fue descrita en 1918 por J.F.Bailey & C.T.White y publicado en Contr. Queensland Fl. Bot. Bull. 18: 13. 1916.